# Real Bout Fatal Fury Special
Real Bout Fatal Fury Special (リアルバウト餓狼伝説スペシャル Riaru Bauto Garou Densetsu Supesharu?, Pelea real leyenda del lobo hambriento especial) es un videojuego de lucha lanzado en 1997, desarrollado por SNK para la plataforma arcade Neo-Geo. Es la sexta entrega de la serie Fatal Fury y el segundo juego en la sub-serie Real Bout. Presenta nuevas gráficas y regresa al sistema de juego de tres planos de Fatal Fury 3.

## Personajes
El juego retiene al elenco del primer Real Bout, con las adiciones de Tung Fu Rue, Cheng Sinzan, Laurence Blood y Wolfgang Krauser de Fatal Fury Special, con Krauser desempeñando el papel de nuevo jefe final. Geese Howard, que fue asesinado al final del primer Real Bout, aparece como un jefe final oculto y como personaje desbloqueable en las versiones caseras. 
| - Terry Bogard - Andy Bogard - Joe Higashi - Alfred (únicamente en Dominated Mind) - Kim Kaphwan - Mai Shiranui - Blue Mary - Duck King | - Jin Chonshu - Jin Chonrei - Ryuji Yamazaki - Iori Yagami (versión Game Boy) - Hon Fu - Bob Wilson - Franco Bash | - Sokaku Mochizuki - Tung Fu Rue - Cheng Sinzan - Billy Kane - Geese Howard - Laurence Blood - Wolfgang Krauser |

## Versiones
El juego fue trasladado para la Neo Geo CD con varias adiciones como Versus mode y un video musical protagonizado por Blue Mary visible tras los créditos finales. Esta traslación también apareció para la consola Sega Saturn, utilizando un cartucho de expansión de un Megabyte de RAM con el propósito de retener varias animaciones en los sprites.
Una traslación de Real Bout Special titulada Real Bout Garou Densetsu Special: Dominated Mind fue lanzada para PlayStation en 1998 exclusivamente en Japón, la cual agrega a Alfred (jefe oculto de Real Bout Fatal Fury 2) como personaje jugable e incluye un nuevo jefe final no seleccionable llamado White, basado en el personaje de Alexander «Alex» DeLarge de La naranja mecánica. El argumento esta versión se centra en el lavado de cerebro de Billy Kane a manos de White y su intento de dominar el bajo mundo de Southtown tras el vacío de poder que dejó la muerte de Geese, quien en esta versión tiene un halo sobre su cabeza. Dominated Mind también presenta nuevos movimientos, supermovimientos desbloqueables, super cancelling (conocido en el juego como «Final Impacts») y la eliminación del sistema de tres planos. 
Takara lanzó una versión para Game Boy titulada Nettou Real Bout Garou Densetsu Special - Dead Heat Fighters (熱闘リアルバウト餓狼伝説SPECIAL DEAD HEAT FIGHTERS?) exclusivamente para Japón. Esta versión tiene 12 personajes seleccionables e incluye a Iori Yagami de The King of Fighters como personaje invitado.